# Pertusaria gymnospora
Pertusaria gymnospora är en lavart som beskrevs av Kantvilas. Pertusaria gymnospora ingår i släktet Pertusaria och familjen Pertusariaceae.   Inga underarter finns listade i Catalogue of Life.